# Schneckengrün (Naila)
Schneckengrün ist ein Gemeindeteil der Stadt Naila im oberfränkischen Landkreis Hof in Bayern. Schneckengrün liegt in der Gemarkung Froschgrün.

## Geografie
Der Weiler liegt in einer Rodungsinsel. Eine Gemeindeverbindungsstraße führt nach Naila-Froschgrün zur Staatsstraße 2195 (1,4 km südwestlich) bzw. nach Rothleiten (2,2 km nordöstlich).

## Geschichte
Schneckengrün wurde 1494 erstmals urkundlich erwähnt. 1547 bestand der Ort aus einem Schloss und drei Gütern. Während des Dreißigjährigen Kriegs wurde das aus vier Gütern bestehende Schneckengrün verwüstet. Der Wiederaufbau erfolgte erst ab 1679. Von 1497 bis 1797 gehörte das Rittergut den Herren von Reitzenstein Schneckengrün gehörte zur Realgemeinde Froschgrün. Gegen Ende des 18. Jahrhunderts bestand Schneckengrün nur noch aus einem Anwesen. Die Hochgerichtsbarkeit sowie die Grundherrschaft über das Schloss hatte das Rittergut Frosch- und Schneckengrün. Das Kastenamt Hof war Grundherr des Schlosses.
Von 1797 bis 1810 unterstand Schneckengrün dem Justiz- und Kammeramt Naila. Infolge des Ersten Gemeindeedikts wurde Schneckengrün dem 1812 gebildeten Steuerdistrikt Neuhaus und der zugleich entstandenen Ruralgemeinde Froschgrün zugewiesen. 1920 wurde Schneckengrün nach Naila eingemeindet.

### Einwohnerentwicklung
| Jahr      | 1861  | 1871   | 1885   | 1900   | 1925   | 1950   | 1961   | 1970   | 1987  |
| Einwohner | 18    | 8      | 13     | 21     | *      | 31     | 7      | 12     | 16    |
| Häuser    |       |        | 2      | 2      | *      | 3      | 2      |        | 3     |
| Quelle    | [ 9 ] | [ 10 ] | [ 11 ] | [ 12 ] | [ 13 ] | [ 14 ] | [ 15 ] | [ 16 ] | [ 1 ] |

## Religion
Schneckengrün ist seit der Reformation evangelisch-lutherisch geprägt und bis heute in die Stadtkirche Naila gepfarrt.